# Landesverfassungsgericht Sachsen-Anhalt

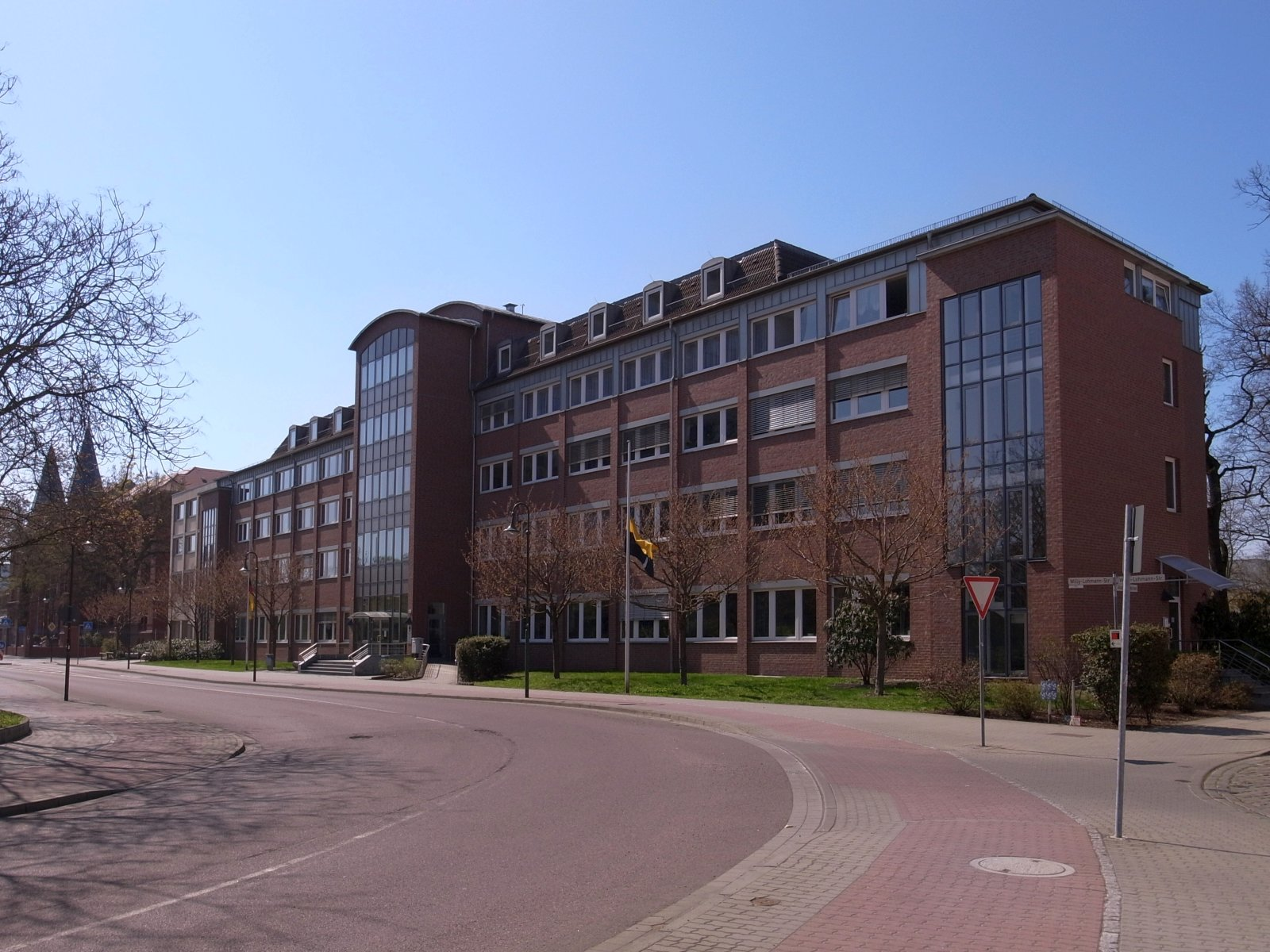
Justizzentrum Anhalt

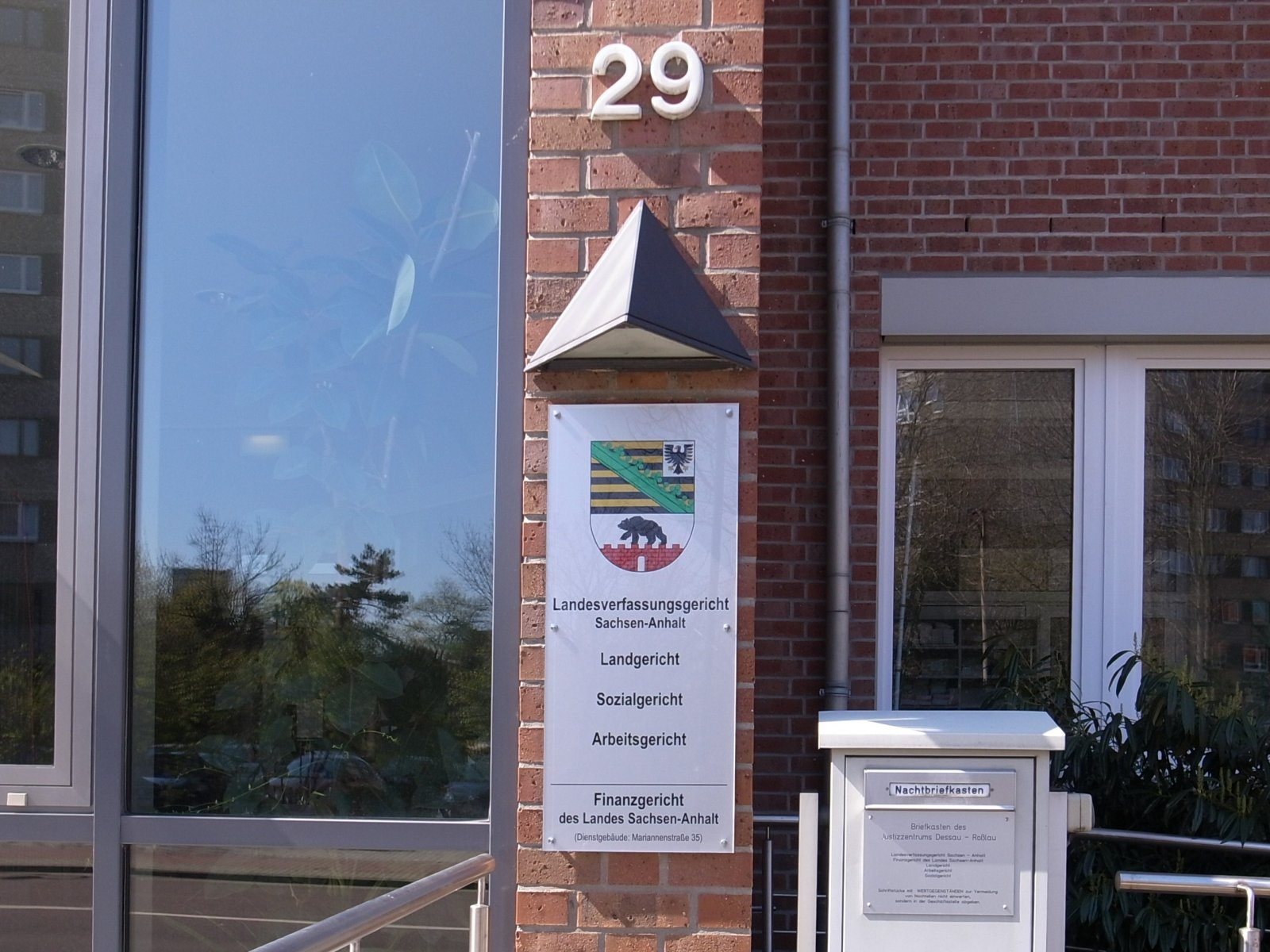
Gerichte im Justizzentrum

Das Landesverfassungsgericht Sachsen-Anhalt ist das Verfassungsgericht des Landes Sachsen-Anhalt. Es hat seinen Sitz in der kreisfreien Stadt Dessau-Roßlau.
Nach der Verfassung des Landes Sachsen-Anhalt werden Verfassung und Verfahren des Landesverfassungsgerichts durch Gesetz geregelt. Diese Regelung ist durch das Gesetz über das Landesverfassungsgericht vom 23. August 1993 erfolgt.
Das Landesverfassungsgericht ist ein selbständiges und unabhängiges Verfassungsorgan und besteht aus sieben Mitgliedern. Es entscheidet unter anderem über die Vereinbarkeit eines Landesgesetzes mit der Landesverfassung, über (Norm-)Verfassungsbeschwerden und über die Auslegung der Landesverfassung.
Die Mitglieder werden für eine Amtszeit von sieben Jahren vom Landtag von Sachsen-Anhalt gewählt, vom Ministerpräsidenten ernannt und wiederum vor dem Landtag vereidigt. Sie können einmal wiedergewählt werden. Für die Zusammensetzung der Mitglieder gilt folgende Regelung: „Drei Mitglieder und ihre Vertreter haben Präsidenten der Gerichte des Landes oder Vorsitzende Richter an den oberen Landesgerichten zu sein. Die weiteren Mitglieder und ihre Vertreter sollen aufgrund ihrer Erfahrung im öffentlichen Leben für das Amt eines Mitglieds des Landesverfassungsgerichts besonders geeignet und mindestens ein Mitglied und sein Vertreter müssen auf Lebenszeit ernannte Universitätsprofessoren des Rechts sein.“

## Mitglieder

### 5. Amtsperiode 2022 bis 2029
Die Wahl erfolgte durch den Landtag von Sachsen-Anhalt am 15. Dezember 2021; die Vereidigung am 28. Januar 2022.
| Mitglied        | Funktion        | persönlicher Stellvertreter |
| --------------- | --------------- | --------------------------- |
| Uwe Wegehaupt   | Präsident       | Alexandra König             |
| Claudia Schmidt | Vizepräsidentin | Iris Goerke-Berzau          |
| Michael Germann | Mitglied        | Katja Nebe                  |
| Volker Buchloh  | Mitglied        | Fritz Burckgard             |
| Frank Meyer     | Mitglied        | Albrecht Steinhäuser        |
| Silke Schindler | Mitglied        | Franz-Ulrich Keindorff      |
| Detlef Eckert   | Mitglied        | Birke Bull-Bischoff         |

### 4. Amtsperiode 2015 bis 2022
Mitglieder und stellvertretende Mitglieder ab Dezember 2014 (gewählt am 14. November 2014 und vereidigt am 29. Januar 2015 im Landtag von Sachsen-Anhalt):
- Winfried Schubert (Präsident, Präsident des Oberlandesgerichts Naumburg)
- Lothar Franzkowiak (Vizepräsident, Vorsitzender Richter am Oberverwaltungsgericht Sachsen-Anhalt)
- Volker Buchloh (Vorsitzender Richter am Oberlandesgericht Naumburg)
- Michael Germann (Universitätsprofessor an der Juristischen und Wirtschaftswissenschaftlichen Fakultät der Martin-Luther-Universität Halle-Wittenberg)
- Traudel Gemmer (selbständige Steuerberaterin)
- Friederike Stockmann (Geschäftsführerin)
- Detlef Eckert (ehemaliger Abgeordneter des Landtages von Sachsen-Anhalt. Koordinator des Deutschen Behindertenrates für 2015)  Vertreter wurden:
- Iris Goerke-Berzau (Vorsitzende Richterin am Oberlandesgericht Naumburg)
- Helmut Engels (Präsident des Verwaltungsgerichts Magdeburg)
- Fritz Burckgard (Vorsitzender Richter am Finanzgericht des Landes Sachsen-Anhalt)
- Christian Tietje (Universitätsprofessor an der Juristischen und Wirtschaftswissenschaftlichen Fakultät der Martin-Luther-Universität Halle-Wittenberg)
- Stephan Rether (Leiter des Katholischen Büros Sachsen-Anhalt)
- Tatjana Stoll (Erste Bevollmächtigte und Geschäftsführerin der IG Metall Halberstadt)
- Jutta Fiedler (ehemalige Abgeordnete des Landtages von Sachsen-Anhalt, Buchautorin) Nach Eintritt Schuberts in den Ruhestand hat der Landtag am 28. September 2017 Lothar Franzkowiak zum Präsidenten und Afra Waterkamp zur Vizepräsidentin gewählt.[5]

### 3. Amtsperiode 2007 bis 2015
Mitglieder des Landesverfassungsgerichts vom 13. Dezember 2007 bis zum 14. Dezember 2014 (Ernennung auf sieben Jahre) waren
- Winfried Schubert (Präsident),
- Lothar Franzkowiak (Vizepräsident),
- Friederike Stockmann,
- Winfried Kluth,
- Traudel Gemmer,
- Anneliese Bergmann,
- Günther Zettel
- Veronika Pumpat
- Tatjana Stoll

### 2. Amtsperiode 2000 bis 2007
Am 10. November 2000 wurden vom Landtag für die Dauer von sieben Jahren zu neuen Verfassungsrichtern gewählt: Sie wurden am 13. Dezember 2000 von Ministerpräsident Reinhard Höppner ernannt und in der Sitzung des Landtages am 14. Dezember 2000 vereidigt.
- Gerd-Heinrich Kemper (Präsident),
- Erhard Köhler (Vizepräsident des Landesverfassungsgerichts und Vizepräsident des Oberverwaltungsgerichts Magdeburg)
- Günther Zettel (Vorsitzender Richter des Oberlandesgerichts Naumburg)
- Winfried Kluth (Juraprofessor an der Martin-Luther-Universität Halle-Wittenberg)
- Edeltraud Faßhauer (Oberärztin St. Elisabeth Krankenhaus Halle)
- Margrit Gärtner (Geschäftsführerin der Leuna Sanierungsgesellschaft)
- Anneliese Bergmann (Rentnerin aus Eisleben)
- Carola Beuermann (Rechtsanwältin aus Genthin), stellvertretendes Mitglied

### 1. Amtsperiode 1993 bis 2000
Von 1993 bis 2000 war Jürgen Goydke der Präsident.

## Entscheidungen
In der ersten Amtsperiode zwischen 1993 und 2000 hatte das Gericht über 96 Verfassungsbeschwerden und 137 allgemeine Eingaben und offensichtlich unzulässige Beschwerden zu entscheiden. Hierzu gehörten z. B. Urteile zur Kreisgebietsreform von 1994, zum Oppositionsstatus der PDS-Fraktion im Landtag, zur Vereinbarkeit von Amt und Mandat oder zu den Rechten einer Volksinitiative.